# フルサタ!
『フルサタ!』は、2019年3月30日から2023年9月30日まで富山テレビで生放送されていたローカルワイド情報・バラエティ番組である。

## 放送時間
全て日本時間（JST）で記す。
| 期間      | 期間      | 放送時間（JST）       |
| --------- | --------- | --------------------- |
| 2019.3.30 | 2022.3.26 | 11:24 - 12:55（91分） |
| 2022.4.2  | 2023.9.30 | 12:00 - 12:55（55分） |

## 最終回時点の出演者
MC
- 阿部叶（富山テレビアナウンサー、2023年4月1日 - 2023年9月30日）
- 深津麻弓（富山テレビアナウンサー、2023年4月1日 - 2023年9月30日）

コメンテーター
- Tomomi（歌手・タレント、2019年3月30日 - 2023年9月30日）

コメンテーター・リポーターなど
- 池田航（俳優）
- クマムシ（2019年3月30日 - 2023年9月30日）
  - 佐藤大樹
  - 長谷川俊輔
- 松本愛（モデル）
- 仲俣由菜（モデル）
- ノビ山本（富山県住みます芸人）
- 吉田サラダ（ものいい、富山県住みます芸人）
- 三浦香凜（モデル）

ほか

## 過去の出演者
MC
- 南條早紀（出演時富山テレビアナウンサー、2019年3月30日 - 2021年12月18日）
- 吉村尚郎（富山テレビアナウンサー、2019年3月30日 - 2023年3月25日）
- 森田麗美（出演時富山テレビアナウンサー、2022年1月 - 2023年3月25日）

コメンテーター・リポーターなど
- 中島和彦（コンパス、ナカジMAXとして出演していた）
- 西村朋宏（出演時富山テレビアナウンサー）

## 放送内容

### 最終回時点の主なコーナー
- フルサタ!特集
- フルサタ!ライブ→おでかけライブ
- モテ料理 KOH Cooking
- とやま映像タイムトラベル[注釈 3][3]
- 阿部叶のあなたの思い叶え隊!
- クマの手もかりたい（2022年4月2日 - 2023年9月23日）
- KOH×富山の料理人[注釈 3][4]
- フルサタ!ランキング
- ラブごはん
- ニュース 富山まるわかり!
- フルサタ!トピック

など

### 過去の主なコーナー
- 今週の富山ニュース
- 週末のチエ!
- 富山マニアックガイド「クマップ」（ - 2022年3月26日）
- 全力チャレンジ!いただきMAX
- さきベジGarden→Furusata Farm
- チャレンジ!DIY
- 林輝幸のクイズ!デデデン♪
- ボンボン×BBT 富山でやってみた。
  - 人気YouTuber「ボンボンTV」・よっちとBBTのコラボ企画。よっちが富山でやってみたいことに挑戦する。

など

## 最終回時点の使用曲
オープニングテーマ、エンディングテーマ、ジングル
sumika「フィクション」

## 過去の使用曲
オープニングテーマ、ジングル
Shiggy Jr.「Beautiful Life」
エンディングテーマ
ザ・おめでたズ「バースデイスタッフ」